# Ute Ohlendieck
Ute Ohlendieck (* 26. Februar 1960 in Hannover als Ute Kumitz) ist eine ehemalige deutsche Ruderin.

## Werdegang
Ute Ohlendieck, die für den Ruderklub am Wannsee ruderte, wurde in den Jahren 1980 und 1984 im Doppelzweier sowie 1982 und 1984 im Doppelvierer mit Steuerfrau Deutsche Meisterin. Bei den Olympischen Sommerspielen 1984 in Los Angeles ging sie zusammen mit Anne Dickmann, Regina Kleine-Kuhlmann, Sabine Reuter und Steuerfrau Kathrien Plückhahn in der Regatta mit dem Doppelvierer mit Steuerfrau an den Start. Die Crew belegte in ihrem Vorlauf den letzten Platz, qualifizierte sich aber als Zweite des Hoffnungslaufs für das Finale. Im Endlauf belegten sie den vierten Platz mit 0,79 Sekunden Rückstand auf die drittplatzierten Däninnen.